# USNS Mercy (T-AH-19)

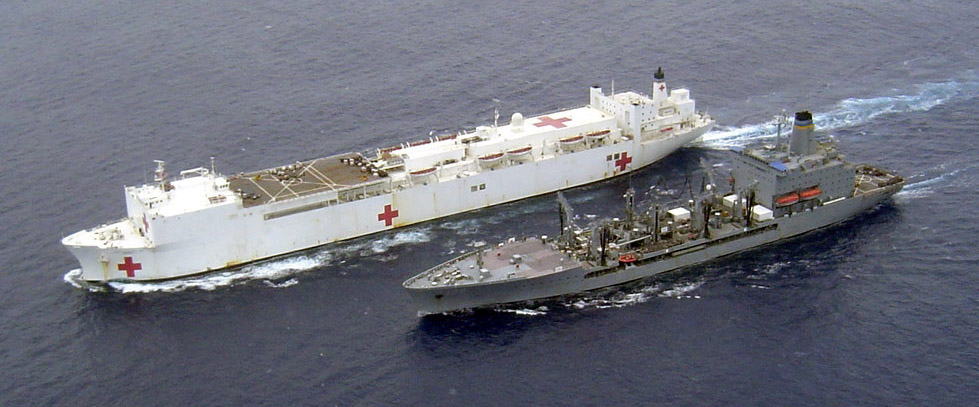
USNS Mercy đang được tiếp nhiên liệu trên biển từ tàu USNS Tippecanoe (T-AO 199), tháng 4 năm 2005 trong nhiệm vụ hỗ trợ các nạn nhân của trận động đất và sóng thần ở Ấn Độ Dương năm 2004.

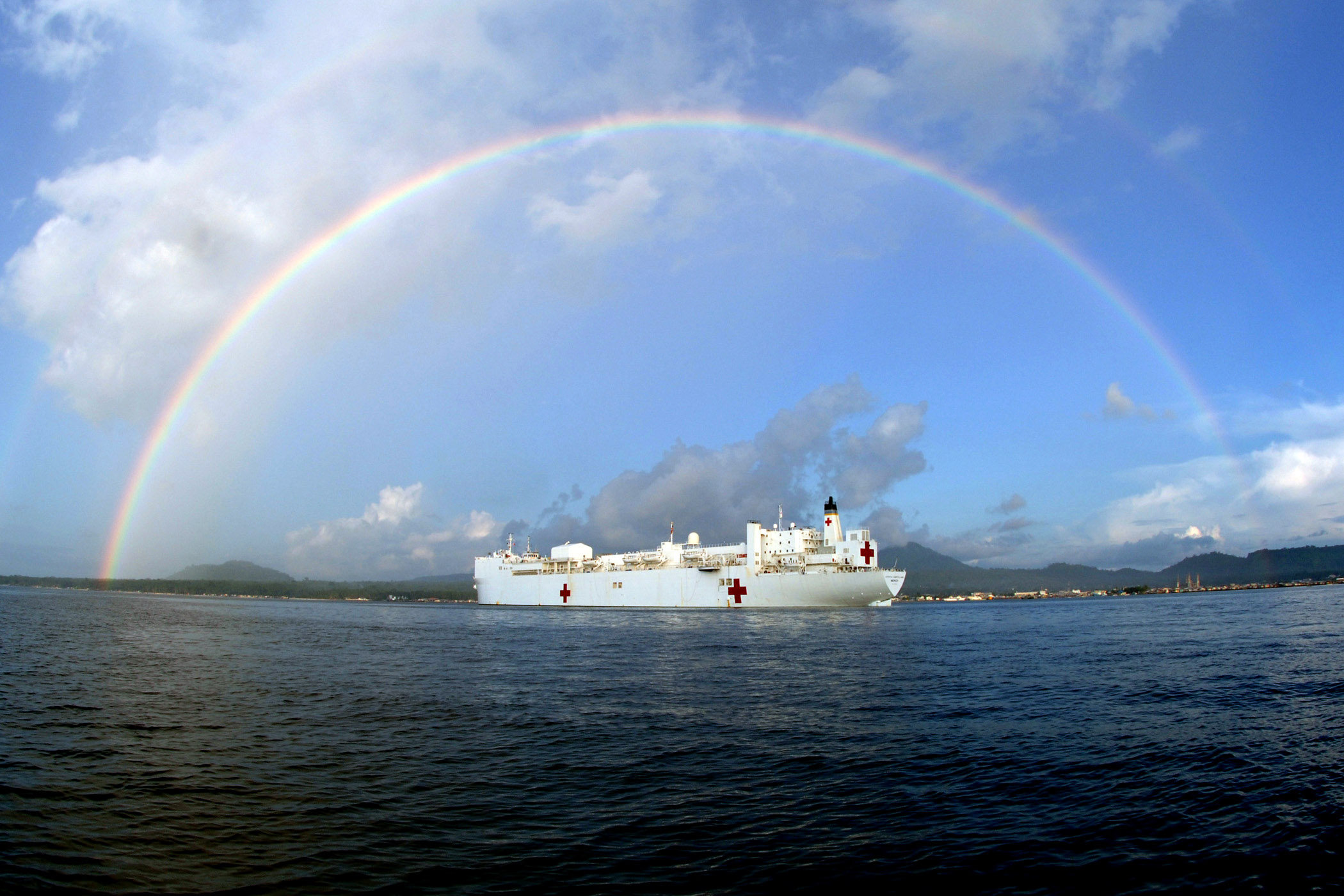
USNS Mercy nhổ neo tại đảo Jolo, Philippines vào tháng 6 năm 2006.

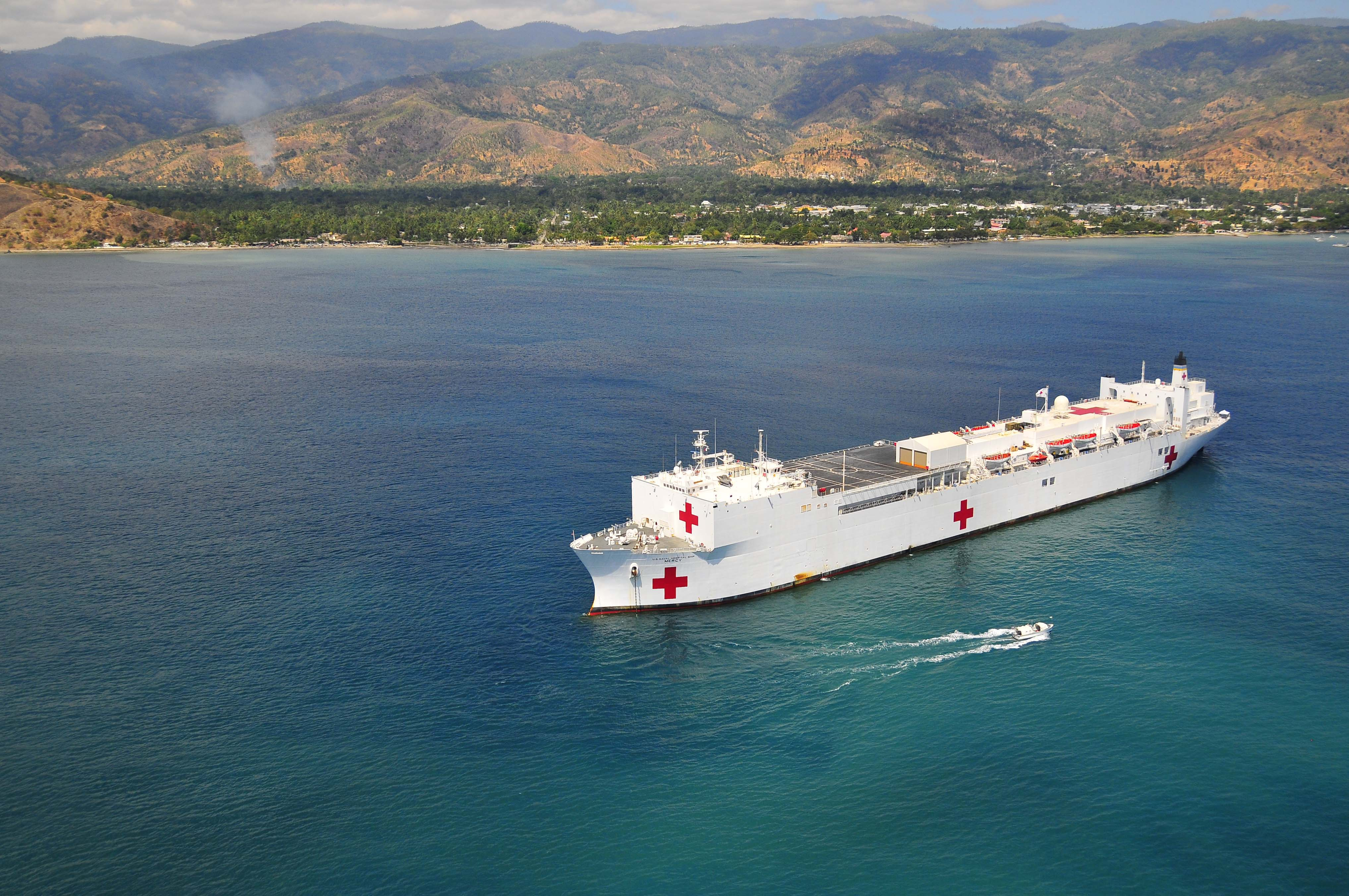
Mercy neo tại Dili, Đông Timor, một phần của "Chương trình Đối tác Thái Bình Dương 2008".

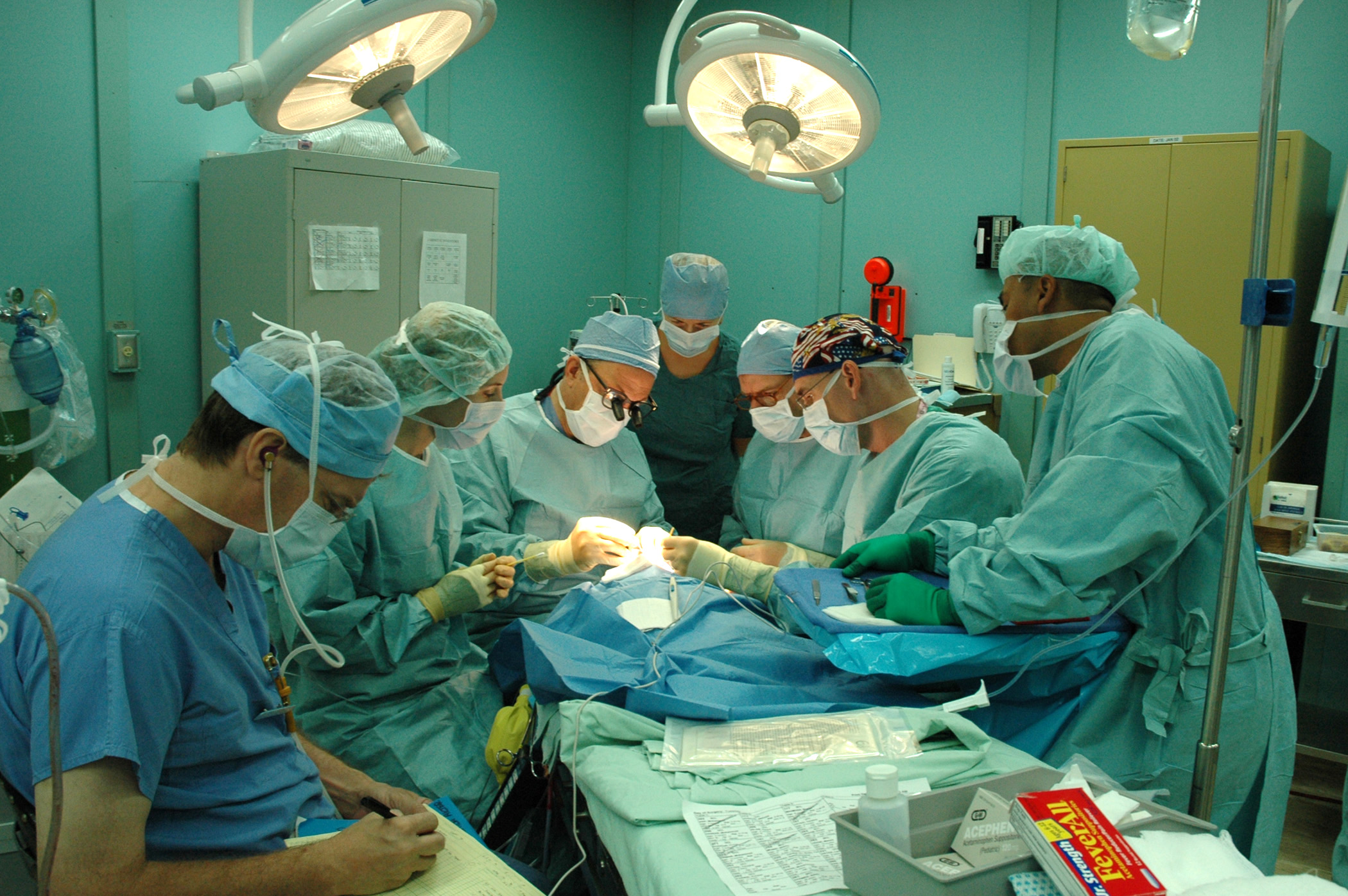
Nhân viên y tế từ tổ chức Phẫu thuật Nụ cười và Cơ sở Điều trị Quân sự trên tàu USNS Mercy (T-AH 19) đang thực hiện ca phẫu thuật cho bệnh nhân bị sứt môi trong chuyến thăm của con tàu nhằm mục đích hỗ trợ dân sự và nhân đạo cho người dân Bangladesh.

Tàu USNS Mercy (T-AH-19) thứ ba là con tàu đầu tiên trong lớp tàu bệnh viện Mercy của Hải quân Hoa Kỳ. Con tàu "chị em" với nó là USNS Comfort (T-AH-20). Tàu được đặt tên theo đức hạnh của lòng từ bi. Theo quy định của công ước Genève, USNS Mercy và thủy thủ đoàn không được mang theo bất kỳ thứ vũ khí tấn công nào, dù vậy vũ khí phòng vệ là được phép. Hành động tấn công Mercy được xem như tội ác chiến tranh.
Mercy được dựng lên từ một tàu chở dầu cũ, SS Worth, bởi Công ty Đóng tàu và Thép Quốc gia Hoa Kỳ, tại San Diego, năm 1976. Khởi động từ tháng 7 năm 1984, con tàu đã được đổi tên và chuyển thành một tàu bệnh viện bởi cùng công ty sản xuất ra nó. USNS Mercy hạ thủy vào ngày 20 tháng 7 năm 1985, và được làm lễ vận hành vào ngày 8 tháng 11 năm 1986. Tàu có mũi trước nâng lên, một đuôi ngang, một mũi quả lê, một phòng trên boong rộng với một cây cầu phía trước, và một bãi đỗ trực thăng cùng một phòng kiểm soát không lưu. Các tàu bệnh viện lóp Mercy là những con tàu có chiều dài lớn thứ hai của Hạm đội Hải quân Mỹ, chỉ xếp sau các siêu tàu sân bay lớp Nimitz.
Nhiệm vụ chính của Mercy là cung cấp các dịch vụ phẫu thuật và y tế di động sắc bén, linh hoạt và nhanh chóng để hỗ trợ Thủy quân lục chiến, Các lực lượng Đặc nhiệm Mặt đất/Trên không, các đơn vị Không quân và Lục quân triển khai trên bờ, các lực lượng đặc nhiệm đổ bộ đường biển và các lực lượng chiến đấu trên mặt nước. Thứ hai là cung cấp dịch vụ bệnh viện phẫu thuật di động sử dụng một cách phù hợp bởi các cơ quan chính phủ Mỹ trong trường hợp thiên tai, cứu trợ nhân đạo hoặc nhằm hạn chế sự cố chăm sóc nhân đạo cho những nhiệm vụ hoặc hoạt động quân sự trong thời bình.
USNS Mercy, có cảng "quê nhà" tại San Diego, thường ở trong trạng thái hoạt động cắt giảm. Thủy thủ đoàn của tàu duy trì một phần là nhân viên của Trung tâm Y tế Hải quân San Diego cho đến khi được lệnh ra biển, khi đó họ có 5 ngày để kích hoạt đầy đủ con tàu thành một Cơ sở Điều trị Y tế NATO Role III, cấp cao nhất chỉ ở trên bờ dựa vào các cơ sở cố định bên ngoài phòng mổ. Giống như hầu hết các tàu "USNS", những thủy thủ đến từ Bộ chỉ huy Vận tải Hải quân Hoa Kỳ chịu trách nhiệm cho việc định vị, di chuyển, và hầu hết các nhiệm vụ trên boong. Tuy nhiên, "Cơ sở Điều trị Y tế", hay là bệnh viện trên tàu, được chỉ huy bởi đội trưởng của Quân đoàn Y tế Hải quân hay Quân đoàn Y tá Hải quân Hoa Kỳ.

## Triển khai hoạt động

### Nhiệm vụ huấn luyện tại Philippines (1987)
Vào ngày 27 tháng 2 năm 1987, Mercy bắt đầu quá trình đào tạo trong chuyến đi trên một hành trình nhân đạo đến Philippines và Nam Thái Bình Dương. Nhân viên của nó bao gồm những quân nhân tại ngũ và dự bị thuộc Hải quân, Lục quân, và Không quân Hoa Kỳ; Dịch vụ Y tế công cộng Hoa Kỳ; các nhà cung cấp dịch vụ y tế từ Quân đội Philippines, và các thủy thủ dân sự của Ban chỉ huy Vận tải Hải quân (MSC). Hơn 62.000 bệnh nhân ngoại trú và gần 1.000 bệnh nhân nội trú đã được điều trị tại bảy cảng ở Philippines và Nam Thái Bình Dương. Mercy quay trở về Oakland, California vào ngày 13 tháng 7 năm 1987.

### Chiến dịch Lá chắn/Bão táp sa mạc (1990-91)
Vào ngày 9 tháng 8 năm 1990, Mercy được kích hoạt để hỗ trợ Chiến dịch Lá chắn sa mạc. Khởi hành từ ngày 15 tháng 8, con tàu đã tới vịnh Ba Tư vào ngày 15 tháng 9. Trong vòng 6 tháng tiếp theo, Mercy đã cung cấp sự hỗ trợ cho các lực lượng đồng minh đa quốc gia. Tàu đã tiếp nhận 690 bệnh nhân và thực hiện gần 300 ca phẫu thuật. Sau khi điều trị cho 21 người Mỹ và hai tù binh chiến tranh Italia hồi hương, Mercy đã khởi hành về nhà trong ngày 16 tháng 3 năm 1991, và tới Oakland vào ngày 23 tháng 4.

### Chiến dịch Cứu trợ Thống nhất (2004)
USNS Mercy đã rời San Diego vào ngày 5 tháng 1 năm 2005 để đi đến những khu vực bị tàn phá bởi trận động đất và sóng thần năm 2004 ở Đông Nam Á. Mercy đã cung cấp các dịch vụ chăm sóc y tế cho nạn nhân của thiên tai như là một phần của Chiến dịch Cứu trợ Thống nhất (Operation Unified Assistance), và những dịch vụ chăm sóc kỹ lưỡng hơn như một phần của Chương trình Theater Security Cooperation 2005. Tổng cộng, Mercy đã cung cấp 108.000 dịch vụ bệnh nhân, thực hiện bởi các thành viên của Bộ Quốc phòng, Project Hope (một cơ quan đa dịch vụ), và Dịch vụ Y tế Công cộng Hoa Kỳ.

### Chương trình Đối tác Thái Bình Dương (2006)
USNS Mercy rời San Diego trong năm 2006 như một sự khai màn của Chương trình Đối tác Thái Bình Dương, một nhiệm vụ Hỗ trợ Công dân liên tục được tiến hành và nó được thiết kế nhằm "Chuẩn bị trong yên bình để ứng phó trong khủng hoảng". Con tàu đã tham quan một số cảng ở Thái Bình Dương bao gồm Philippines, Indonesia, và Banda Aceh. Nhiệm vụ chính của Mercy là cung cấp dịch vụ hỗ trợ nhân đạo cho những quốc gia này, và nhân viên của nó bao gồm đến từ một số tổ chức phi chính phủ, các bác sĩ từ các dịch vụ vũ trang của một vài quốc gia, cũng như những nhà cung cấp lực lượng dự bị và tại ngũ từ nhiều chi nhánh của quân đội Hoa Kỳ.

### Chương trình Đối tác Thái Bình Dương (2008)
USNS Mercy rời San Diego vào ngày 14 tháng 4 năm 2008 như là một phần hoạt động cho "Chương trình Đối tác Thái Bình Dương 2008", một sự triển khai quân đội cho mục đích dân sự và nhân đạo trong vòng 4 tháng tại Đông Nam Á và châu Đại Dương. Khi đó trên tàu bao gồm 900 sĩ quan và thủy thủ, cùng 300 chuyên gia y tế và xây dựng. Các đối tác tham gia nhiệm vụ gồm có các quốc gia Australia, Canada, Chile, Nhật Bản, Hàn Quốc, New Zealand, và Bồ Đào Nha, cùng một số tổ chức phi chính phủ. Tàu có dự định ban đầu là viếng thăm Philippines, Việt Nam, Liên bang Micronesia, Đông Timor, và Papua New Guinea, tuy nhiên sau đó Mercy đã chuyển hướng đến vịnh Bengal để cung cấp sự hỗ trợ ngay lập tức cho các nạn nhân của bão ở Myanmar, nhưng các nỗ lực cứu trợ tại Myanmar đã bị hủy bỏ. Vào ngày 10 tháng 6, nhiệm vụ cứu trợ nhân đạo bị tạm dừng sau khi một trong số những chiếc trực thăng của Mercy bị tấn công trong cuộc xung đột giằng xé tại Mindanao thuộc miền Nam Philippines. Trong quá trình triển khai, Mercy đã chữa trị cho 91.000 bệnh nhân, bao gồm việc thực hiện 1.369 ca phẫu thuật.

### Chương trình Đối tác Thái Bình Dương (2010)
Vào ngày 24 tháng 2 năm 2010, chỉ huy Hạm đội Thái Bình Dương của Mỹ đã thông báo rằng "Mercy" sẽ là con tàu dẫn đầu cho hoạt động Chương trình Đối tác Thái Bình Dương 2010, một sự tiếp nối theo định kỳ của nhiệm vụ nhân đạo ở Đông Nam Á và châu Đại Dương. Trong lần triển khai này "Mercy" đã viếng thăm Việt Nam, Campuchia, Indonesia, và Đông Timor; điều trị cho 109.754 bệnh nhân và thực hiện 1.580 ca phẫu thuật.

### Chương trình Đối tác Thái Bình Dương (2012)
Mercy rời San Diego một lần nữa vào ngày 3 tháng 5 năm 2012 để tham gia Chương trình Đối tác Thái Bình Dương 2012. Trong một nỗ lực nhằm tiếp tục mở rộng phạm vi của sứ mệnh "Chuẩn bị trong yên bình để ứng phó trong khủng hoảng", tăng cường nhân lực cho hoạt động trao đổi các vấn đề chuyên môn, chăm sóc thú y, và các dự án xây dựng được thực hiện so sánh với sự triển khai của "Mercy" trong quá khứ, tạo dựng năng lực của các nước chủ nhà trong việc ứng phó với thiên tai trong khu vực theo một cách thức phối hợp. Con tàu đã ghé qua Indonesia, Philippines, Việt Nam và Campuchia; mang theo các nhân viên không chỉ của Bộ Quốc phòng mà còn bao gồm các thành viên đến từ 13 quốc gia đối tác và 28 tổ chức phi chính phủ.

### Hậu quả sau bão Haiyan (2013)
Vào giữa tháng 11 năm 2013, Mercy được lệnh kích hoạt cho chiến dịch Damayan, một nỗ lực cứu trợ trong phản ứng trước sự tàn phá gây ra bởi cơn bão Haiyan tại Philippines. Tuy nhiên, hoạt động này đã bị ngừng lại trước khi con tàu ra khơi.

### Tập trận Vành đai Thái Bình Dương (RIMPAC) (2014)
Hải quân Mỹ thông báo rằng "Mercy" sẽ tham gia trong cuộc Tập trận Vành đai Thái Bình Dương 2014 (RIMPAC 2014), một cuộc tập trận hải quân đa quốc gia lớn bao gồm các tàu và thành viên đến từ 23 quốc gia. Ngoài việc cung cấp dịch vụ chăm sóc y tế và phẫu thuật sắc bén trên mặt nước cho các binh lính, nhân viên bị thương trong cuộc tập trận, Mercy còn tham gia vào trao đổi các vấn đề chuyên môn đa phương với các chuyên gia y tế quân sự của các quốc gia khác. Tham gia cùng Mercy còn có Peace Ark, con tàu bệnh viện của Cộng hòa Nhân dân Trung Hoa.

### Chương trình Đối tác Thái Bình Dương (2015)
Mười năm sau nỗ lực cứu trợ cho các nạn nhân của trận động đất và sóng thần Ấn Độ Dương, Hạm đội Thái Bình Dương Hoa Kỳ thông báo rằng Mercy sẽ một lần nữa tham gia Chương trình Đối tác Thái Bình Dương. Tập trung vào trao đổi các vấn đề chuyên môn và cam kết sức khỏe cộng đồng, Chương trình Đối tác Thái Bình Dương 2015 dường như là sự tiếp nối nhiệm vụ giúp đỡ các quốc gia trong khu vực. Các quốc gia đón tiếp Mercy bao gồm Fiji, Papua New Guinea, Philippines và Việt Nam.

## Đặc điểm chung
- Năng lực chứa bệnh nhân:
  - Khu chăm sóc đặc biệt: 80 giường
  - Khu hồi sức: 20 giường
  - Khu chăm sóc trung bình: 280 giường
  - Khu chăm sóc nhẹ: 120 giường
  - Khu chăm sóc giới hạn: 500 giường
  - Tổng số: 1000 giường
  - Phòng vận hành: 12
- Các phòng ban và trang thiết bị:
  - Nơi tiếp nhận bệnh nhân
  - Dịch vụ chiếu chụp tia X
  - Phòng thí nghiệm chính cộng với phòng thí nghiệm vệ tinh
  - Trung tâm tiếp nhận vô trùng
  - Cung cấp dược phẩm/y tế
  - Vật lý trị liệu và điều trị bỏng
  - Đơn vị Chăm sóc Đặc biệt
  - Dịch vụ nha khoa
  - Phòng thí nghiệm thấu kính/đo thị lực
  - Nhà xác
  - Chỗ giặt ủi
  - Nhà máy sản xuất oxy (hai)